# Taylor Soule
Taylor Soule (ur. 5 stycznia 2000 w West Lebanon) – amerykańska koszykarka, występująca na pozycji niskiej skrzydłowej, od 2023 zawodniczka włoskiego San Martino di Lupari.

## Osiągnięcia
Stan na 14 marca 2024, na podstawie, o ile nie zaznaczono inaczej.
NCAA
- Uczestniczka rozgrywek NCAA (2023)
- Mistrzyni turnieju konferencji Atlantic Coast (ACC – 2023)
- Laureat nagrody – największy postęp konferencji ACC (2020)
- Zaliczona do:
  - II składu:
    - ACC (2020–2023)
    - turnieju ACC (2020)

  - składu honorable mention ACC (2020)
- Liderka w liczbie oddanych rzutów wolnych konferencji ACC (2022 – 180)